# Одрі Пенн
Одрі Пенн (англ. Audrey Penn; нар. 4 травня 1947, Сілвер-Спринг (Меріленд), Сполучені Штати Америки) — американська дитяча письменниця. Авторка понад 20 книжок, серед них бестселер Поцілунок у долоньці. Терапевтична книжка-картинка про єнотика Честера, який має йти в школу для лісових звірят і боїться розлуки з мамою, стала дитячою класикою. Перекладено на 7 мов, зокрема і українською. 

## Біографія
Одрі Пенн почала свою творчу діяльність як балерина. В 1970-х рр танцювала для New York City Ballet, Danny Diamond Dance Theatre, Stuttgart Ballet і National Ballet. З 1973 по 1976 рік була тренеркою збірної США з фігурного катання на Панамериканських іграх і Олімпійської команди з гімнастики 1976 року.
Вчителі змалку зауважили дар Одрі до писання і всіляко заохочували. Та лише після того, як захворіла у 1979 році на ревматоїдний атрит і була змушена залишити танцювальну кар'єру, жінка взялася за написання дитячих книг. Видано близько 20 книжок. Терапевтична історія Поцілунок у долоньці (1993) стала бестселером New Yorks Times та увійшла до списку «100 найкращих книжок з малюнками» всіх часів за версією авторитетного американського School Library Journal.
Одрі розробила програму творчого письма The Writing Penn, яку впроваджує в школах, бібліотеках і дитячих лікарнях. За допомогою цієї методики діти розвивають та вдосконалюють мистецтво створення історій.
Одружена. Виростили з чоловіком чотирьох дітей, одна з яких усиновлена.
Українською мову перекладено знаковий твір письменниці Поцілунок у долоньці. Книжка-картинка, яку проілюстрували Рут Е. Харпер та Ненсі М. Лік, вийшла у видавництві психологічної літератури Риби на даху.